# Klubi Futbollit Tirana
Il Klubi Futbollit Tirana, meglio noto come KF Tirana, è una società calcistica albanese con sede nella città di Tirana.
Fino alla stagione 2016-2017 è stata l'unica squadra albanese ad aver sempre militato nella Kategoria Superiore, la massima divisione del campionato albanese, record poi infranto con una rocambolesca retrocessione all'ultima giornata di campionato.
Il KF Tirana è, con 52 titoli ufficiali conquistati, la squadra più titolata d'Albania, davanti alla Dinamo Tirana e al Partizani Tirana (entrambe a quota 33). Nello specifico ha vinto 26 volte il campionato, 16 la Coppe d'Albania e 11 la Supercoppe d'Albania, tutti e tre primati.

## Storia
Il club fu fondato a Tirana il 16 agosto 1920 con il nome Agimi Sports Association (agimi significa "aurora") da Avni Zajmi e Anastas Koja.
Fondata in origine con la forma di polisportiva, annoverava sezioni di atletica leggera, ciclismo, pallavolo e pallacanestro, mentre il 17 settembre dello stesso anno veniva istituito il settore calcio. Nel 1930 il club è rinominato Sportklub Tiranë e fino al 1938 conquista sette degli otto campionati anteguerra, non mancando di mettersi in luce anche in campo europeo attraverso una serie di partite amichevoli con squadre italiane, greche e jugoslave.
All'indomani della seconda guerra mondiale (1947) adotta il nome 17 Nëntori Tirana, per commemorare lo storico episodio della liberazione di Tirana dai nazisti, avvenuta il 17 novembre 1944 a opera delle forze partigiane.
Con la riorganizzazione dei centri sportivi su basi professionali, il 9 giugno 1949 tramuta la propria denominazione in Puna Tirana (Lavoro), per poi ritornare a 17 Nëntori nel 1958, assorbendo le società Spartaku e Studenti, della capitale. Nel 1991 assume nuovamente la denominazione di SK Tirana e nel 2005 assume, infine, l'attuale denominazione Klubi Futbollit Tirana.
La squadra ha partecipato alle competizioni europee per la prima volta nel 1965.
Gli anni sessanta-settanta segnano il boom dei bianco-blu: dopo il secondo posto nel 1959, e la vittoria in Coppa d'Albania (1963), il 17 Nëntori si aggiudica quattro titoli in cinque stagioni, confermandosi anche sui campi del Continente. Fu una delle pochissime formazioni al mondo che tenne testa al grande Ajax di Cruijff, fermando gli olandesi a Tirana (2-2), e soccombendo con onore ad Amsterdam (0-2) nel 1970.
Negli anni 2000 e 2010 il KF Tirana in ambito nazionale non ottiene molto, vincendo 2 campionati all'inizio del millennio e, verso gli anni 2010 arrivano 2 coppe nazionali. La stagione 2014-2015 è stata negativa per la squadra più titolata d'Albania, che è sempre stata nella zona bassa della classifica rischiando addirittura la retrocessione e riuscendo a salvarsi solo nelle ultime giornate. La stagione 2016-2017 è terminata con una retrocessione (la prima nella storia del club) nell'ultima giornata di campionato. Il 0-0 contro il Vllaznia a Scutari non è bastato per far rimanere il Tirana nella Kategoria Superiore. La squadra si è consolata però con la vittoria della Coppa d'Albania grazie al successo per 3-1 contro la squadra dello Skënderbeu, ottenendo la qualificazione ai preliminari della UEFA Europa League, diventando la prima squadra albanese a qualificarsi in Europa pur essendo retrocessa nella stessa stagione.
Nel primo turno della UEFA Champions League 2022-2023 perde al primo turno contro i lussemburghesi del Dudelange (0-1 all'andata e 1-2 al ritorno)

## Strutture

### Stadio
Il KF Tirana gioca le sue partite casalinghe allo stadio Selman Stërmasi.

## Società

### Organigramma societario
- Refik Halili - Presidente
- Lulzim Basha - Amministratore
- Eduart Gjini - Amministratore
- Devis Mukaj - Direttore Sportivo
- Arban Morina - Direttore Tecnico
- Krenar Alimehmeti - Direttore Settore Giovanile

## Sponsor
| Sponsor tecnico | Anni      | Sponsor      |
| --------------- | --------- | ------------ |
| Umbro           | 1988–1991 | Ariston      |
| Umbro           | 1993–1997 | Parmalat     |
| Adidas          | 1998–1999 | Kent         |
| Adidas          | 1999–2000 | Hawaii       |
| Joma            | 2000–2001 | Hawaii       |
| Joma            | 2001–2002 | Volkswagen   |
| Jako            | 2002–2004 | Volkswagen   |
| Puma            | 2004–2006 | Volkswagen   |
| Adidas          | 2006–2008 | Volkswagen   |
| Puma            | 2008–2009 | Volkswagen   |
| Lotto           | 2009–2010 | Nessuno      |
| Adidas          | 2010–2011 | Nessuno      |
| Macron          | 2011–2012 |              |
| Erreà           | 2012–2013 | Nessuno      |
| Legea           | 2013–2015 | Nessuno      |
| Legea           | 2015–2016 | Birra Tirana |
| Macron          | 2016–2019 | Nessuno      |
| Uhlsport        | 2019-oggi | Nessuno      |

## Allenatori e presidenti
| Allenatori - 1964-1971 Lym Alla - 1981-1985 Enver Shehu - 1985-1987 Fatmir Frashëri - 1987-1990 Shyqyri Rreli - 1994-1996 Shkëlqim Muça - 1996 Enver Shehu - 1999-2000 Shkëlqim Muça - 2002-2003 Enver Hadžiabdić - 2003 Mirel Josa - 2005 Leonardo Menichini - 2005-2006 Shkëlqim Muça - 2007 Shkëlqim Muça - 2008 Blaž Slišković - 2009 Mauro Bencivenga - 2009 Ilija Lončarević - 2009-2010 Alban Tafaj - 2010 Nevil Dede - 2010 Devis Mukaj - 2010 Astrit Nallbani - 2010 Sulejman Starova - 2010-2011 Nevil Dede - 2011 Mišo Krstičević - 2011-2012 Julián Rubio - 2012 Alban Tafaj - 2012 Artur Lekbello - 2012-2013 Alban Tafaj - 2013 Nevil Dede - 2013 Alpin Gallo - 2013 Sokol Bulku - 2013-2015 Gugash Magani - 2015 Ndubuisi Egbo - 2015 Shkëlqim Muça - 2015 Ndubuisi Egbo - 2015-2016 Ilir Daja - 2016-2017 Mirel Josa - 2017-2018 Zé Maria - 2018-2019 Ardian Mema - 2019 Julian Ahmataj - 2019-2020 Ndubuisi Egbo - 2020-2021 Nevil Dede - 2021 Tefik Osmani - 2021-2023 Orges Shehi - 2023-2024 Julian Ahmataj - 2024-oggi Erbim Fagu | Presidenti - 1933-1936 Stefan Shundi - ????-???? Bamir Topi - ????-2014 Lulzim Basha - 2014-oggi Refik Halili |

## Calciatori

### Capitani
- Elvis Sina (2013-2014)
- Ervin Bulku (2014-2015)
- Erando Karabeçi (2015-oggi)
- Erion Hoxhallari (2024-oggi)

## Palmarès

### Competizioni nazionali
- Campionato albanese: 26 [1] (record)

1911 (non ufficiale), 1930, 1931, 1932, 1934, 1936, 1937, 1939 (non assegnato dalla FSHF), 1942 (non assegnato dalla FSHF), 1964-1965, 1965-1966, 1968, 1969-1970 , 1981-1982, 1984-1985, 1987-1988, 1988-1989, 1994-1995, 1995-1996, 1996-1997, 1998-1999, 1999-2000, 2002-2003 , 2003-2004, 2004-2005, 2006-2007, 2008-2009, 2019-2020, 2021-2022
- Coppa d'Albania: 16  (record)

1938-1939, 1963, 1975-1976, 1976-1977, 1982-1983, 1983-1984, 1985-1986, 1993-1994, 1995-1996, 1998-1999 , 2000-2001, 2001-2002, 2005-2006, 2010-2011, 2011-2012, 2016-2017
- Supercoppa d'Albania: 12  (record)

1994, 2000, 2002, 2003, 2005, 2006, 2007, 2009, 2011, 2012 , 2017, 2022

#### Altri trofei
- Taçi Oil: 1

2008

### Altri piazzamenti
- Campionato albanese:

Secondo posto: 1946, 1959, 1971-1972, 1975-1976, 1978-1979, 1979-1980, 1983-1984, 1997-1998, 2000-2001, 2001-2002, 2022-2023
Terzo posto: 1951, 1953, 1954, 1955, 1956, 1958, 1960, 1961, 1966-1967, 1980-1981, 1982-1983, 1985-1986, 1993-1994, 2005-2006, 2009-2010, 2011-2012
- Coppa d'Albania:

Finalista: 1948, 1949, 1952, 1981-1982, 1994-1995, 2004-2005, 2007-2008, 2008-2009, 2018-2019, 2019-2020, 2022-2023
Semifinalista: 1950, 1953, 1958, 1961, 1965-1966, 1967-1968, 1969-1970, 1984-1985, 1988-1989, 2002-2003, 2003-2004, 2014-2015, 2023-2024
- Supercoppa d'Albania:

Finalista: 1989, 2001, 2004, 2020
- Coppa dei Balcani per club:

Finalista: 1981-1983

## Statistiche e record

### Partecipazione ai campionati
Tabella tipo.
| Livello | Categoria           | Partecipazioni | Debutto   | Ultima stagione | Totale |
| ------- | ------------------- | -------------- | --------- | --------------- | ------ |
| 1º      | Kategoria e Parë    | 59             | 1930      | 1997-1998       | 82     |
| 1º      | Kategoria Superiore | 23             | 1998-1999 | 2021-2022       | 82     |
| 2º      | Kategoria e Parë    | 1              | 2017-2018 | 2017-2018       | 1      |

### Statistiche individuali
| Record di presenze - 463 Elvis Sina (1996-2006, 2007-2008, 2009-2014) - 350 Erando Karabeçi (2009-2013, 2013-2020, 2025-oggi) - 308 Erion Hoxhallari (2012-2014, 2015-2018, 2018-2022, 2023-2024) - 264 Ervin Bulku (1998-2007, 2014-2015) - 248 Eldorado Merkoçi (1994-1999, 2001-2003, 2003-2007, 2007-2008) - 244 Indrit Fortuzi (1993-1998, 2000-2005, 2007-2008) - 241 Devis Mukaj (1998-1999, 2002-2011) - 207 Ilion Lika (2010-2013, 2014, 2016-oggi) - 197 Afrim Taku (2009-2015, 2016-2017) - 177 Dorian Kërçiku (2010-2011, 2013-2020) - 162 Klodian Duro (1998-1999, 2005-2008, 2011-2013) - 149 Mahir Halili (2000-2005) - 136 Albi Doka (2017-2020, 2023-2024) - 133 Entonjo Pashaj (2008-2011, 2012-2015) - 129 Filip Najdovski (2020-oggi) - 123 Gjergj Muzaka (2008-2010, 2015-2017) - 97 Tefik Osmani (2008-2011, 2019-oggi) | Record di reti - 156 Indrit Fortuzi (1993-1998, 2000-2005, 2007-2008) - 71 Devis Mukaj (1998-1999, 2002-2011) - 50 Mahir Halili (2000-2005) - 46 Hamdi Salihi (2005-2007) - 42 Eldorado Merkoçi (1994-1999, 2001-2003, 2003-2007, 2007-2008) - 36 Klodian Duro (1998-1999, 2005-2008, 2011-2013) - 32 Migen Memelli (2008-2009) - 32 Redon Xhixha (2021-2023) - 30 Fjodor Xhafa (2002-2005, 2005-2006) - 30 Elis Bakaj (2014-2015, 2015-2016) |

## Organico

### Rosa 2025-2026
Aggiornata al 13 agosto 2025.
| N. |                        | Ruolo | Calciatore              |
| -- | ---------------------- | ----- | ----------------------- |
| 2  | Argentina (bandiera)   | D     | Luciano Vera            |
| 4  | Francia (bandiera)     | D     | Mahamadou Dembélé       |
| 5  | Inghilterra (bandiera) | C     | Henry Marku             |
| 6  | Spagna (bandiera)      | C     | Ían Soler               |
| 8  | Brasile (bandiera)     | C     | Rafa                    |
| 11 | Nigeria (bandiera)     | A     | Abel Abah               |
| 12 | Albania (bandiera)     | P     | Leon Kozi               |
| 14 | Albania (bandiera)     | C     | Rimal Haxhiu (capitano) |
| 17 | Albania (bandiera)     | A     | Dejvi Duro              |
| 21 | Albania (bandiera)     | C     | Serxho Vogli            |
| 22 | Albania (bandiera)     | A     | Emiljano Mihana         |
| 24 | Liberia (bandiera)     | A     | Emmanuel Ernest         |
| 28 | Kosovo (bandiera)      | D     | Qendrim Ismajli         |
| 33 | Albania (bandiera)     | C     | Ermal Meta              |

| N. |                     | Ruolo | Calciatore         |
| -- | ------------------- | ----- | ------------------ |
| 77 | Albania (bandiera)  | A     | Aldi Gjumsi        |
| 80 | Albania (bandiera)  | D     | Edison Kola        |
|    | Albania (bandiera)  | P     | Angelo Tafas       |
|    | Kosovo (bandiera)   | P     | Mustafe Abdullahu  |
|    | Albania (bandiera)  | D     | Kleandro Lleshi    |
|    | Grecia (bandiera)   | D     | Giōrgos Valerianos |
|    | Brasile (bandiera)  | C     | Eliton Júnior      |
|    | Albania (bandiera)  | C     | Erando Karabeçi    |
|    | Albania (bandiera)  | C     | Hajrulla Tola      |
|    | Germania (bandiera) | A     | Etienne Tare       |
|    | Camerun (bandiera)  | A     | Serge Tabekou      |
|    | Spagna (bandiera)   | A     | Víctor Fernández   |
|    | Georgia (bandiera)  | A     | Tsotne Patsatsia   |
|    | Albania (bandiera)  | A     | Dion Ahmetaj       |

### Staff tecnico
- Allenatore:  Vangjel Mile
- Vice-Allenatore:  Olsi Teqja
- Vice-Allenatore:  Leonardo Argentina
- Team Manager:  Mario Nikolli
- Collaboratore tecnico:  Endrit Ohri
- Preparatore dei portieri:  Alfred Osmani
- Preparatore atletico:  Kostandinos Jani
- Preparatore atletico:  Xhuljan Reci
- Medico sociale:  Arzen Voçi
- Fisioterapista:  Tedi Maqellari

### Rosa 2022-2023
| N. |                      | Ruolo | Calciatore                   |
| -- | -------------------- | ----- | ---------------------------- |
| 1  | Albania (bandiera)   | P     | Ilion Lika                   |
| 2  | Albania (bandiera)   | D     | Marsel Ismajlgeci            |
| 4  | Albania (bandiera)   | D     | Gentjan Muça (vice capitano) |
| 6  | Spagna (bandiera)    | C     | Ían Soler                    |
| 7  | Brasile (bandiera)   | A     | Élton Calé                   |
| 8  | Ghana (bandiera)     | C     | Winful Cobbinah              |
| 10 | Albania (bandiera)   | C     | Edon Hasani                  |
| 11 | Kenya (bandiera)     | A     | Ismael Dunga                 |
| 13 | Albania (bandiera)   | C     | Erando Karabeçi (capitano)   |
| 15 | Argentina (bandiera) | A     | Agustín Torassa              |
| 17 | Albania (bandiera)   | D     | Albi Doka                    |
| 18 | Albania (bandiera)   | C     | Dorian Kërçiku               |

| N. |                           | Ruolo | Calciatore         |
| -- | ------------------------- | ----- | ------------------ |
| 19 | Albania (bandiera)        | D     | Tefik Osmani       |
| 20 | Costa d'Avorio (bandiera) | D     | Jocelin Behiratche |
| 21 | Albania (bandiera)        | C     | Jurgen Çelhaka     |
| 27 | Albania (bandiera)        | A     | Grent Halili       |
| 28 | Albania (bandiera)        | D     | Erion Hoxhallari   |
| 32 | Albania (bandiera)        | D     | Kristi Vangjeli    |
| 55 | Albania (bandiera)        | C     | Idriz Batha        |
| 61 | Albania (bandiera)        | P     | Edvan Bakaj        |
| 77 | Albania (bandiera)        | C     | Kristal Abazaj     |
| 92 | Albania (bandiera)        | D     | Eni Imami          |
| 99 | Albania (bandiera)        | P     | Pano Qirko         |
|    | Albania (bandiera)        | A     | Dionis Çikani      |

### Rosa 2016-2017
| N. |                    | Ruolo | Calciatore                   |
| -- | ------------------ | ----- | ---------------------------- |
| 1  | Albania (bandiera) | P     | Ilion Lika                   |
| 2  | Albania (bandiera) | D     | Marlind Nuriu                |
| 3  | Mali (bandiera)    | A     | Moctar Cissé                 |
| 4  | Albania (bandiera) | D     | Gentjan Muça (vice capitano) |
| 5  | Albania (bandiera) | D     | Marvin Turtulli              |
| 6  | Albania (bandiera) | D     | David Domgjoni               |
| 7  | Albania (bandiera) | C     | Gilman Lika                  |
| 8  | Gabon (bandiera)   | A     | Romuald Ntsitsigui           |
| 9  | Albania (bandiera) | A     | Grent Halili                 |
| 11 | Nigeria (bandiera) | A     | Ifeanyi Edeh                 |
| 13 | Albania (bandiera) | C     | Erando Karabeçi (capitano)   |
| 14 | Albania (bandiera) | C     | Asion Daja                   |
| 17 | Albania (bandiera) | D     | Albi Doka                    |

| N. |                           | Ruolo | Calciatore       |
| -- | ------------------------- | ----- | ---------------- |
| 18 | Albania (bandiera)        | C     | Dorian Kërçiku   |
| 19 | Rep. del Congo (bandiera) | A     | Merveil Ndockyt  |
| 20 | Albania (bandiera)        | C     | Fjoralb Deliaj   |
| 21 | Albania (bandiera)        | D     | Olsi Teqja       |
| 22 | Rep. del Congo (bandiera) | C     | Moïse            |
| 23 | Kosovo (bandiera)         | C     | Flamur Bajrami   |
| 25 | Albania (bandiera)        | A     | Majkel Peçi      |
| 26 | Albania (bandiera)        | C     | Afrim Taku       |
| 28 | Albania (bandiera)        | D     | Erion Hoxhallari |
| 31 | Albania (bandiera)        | P     | Edvan Bakaj      |
| 45 | Ghana (bandiera)          | C     | Reuben Acquah    |
|    | Albania (bandiera)        | D     | Klisman Cake     |
|    | Nigeria (bandiera)        | A     | Nnamdi Oduamadi  |

## Calcio a 5
I 6 titoli nazionali vinti dalla sezione di calcio a 5 del KF Tirana ne fanno il club più vincente nella storia del giovane campionato albanese di calcio a 5.
- Kampionati Mini-Futbollit: 6

2003-04, 2005-06, 2007-08, 2008-09, 2009-10, 2015-16
- Coppa d'Albania: 1

2012-13